# ADN-polymérase alpha

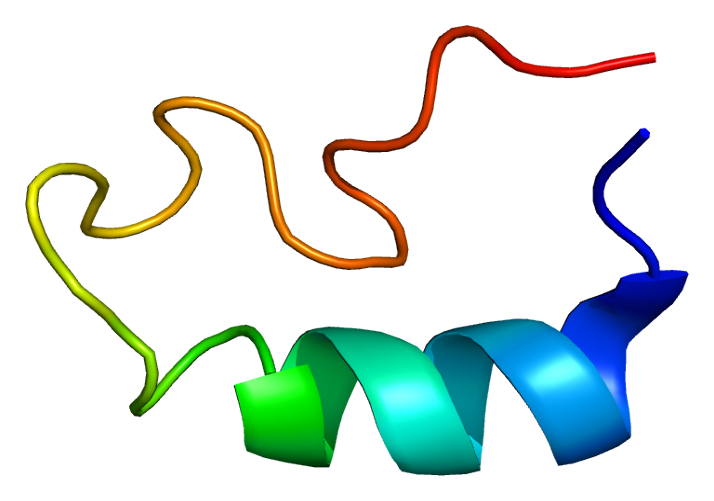
Structure de la protéine POLA1. Basé sur le rendu PyMOL de l'APB 1k0p.

L'ADN-polymérase α, ou Pol α, est une ADN-polymérase présente chez les eucaryotes et qui intervient au niveau de l'amorçage de la réplication de l'ADN. Cette enzyme est constituée de quatre sous-unités : la sous-unité catalytique POLA1, la sous-unité régulatrice POLA2, ainsi que la petite et la grande sous-unité de la primase, PRIM1 et PRIM2. Elle possède une faible processivité, c'est-à-dire qu'elle s'arrête rapidement après avoir ajouté environ une 5 à 10 nucléotides à la suite de l'amorce d'ARN générée par la primase, et ne possède pas d'activité exonucléase 3’ → 5’ permettant la correction des erreurs par excision des paires de bases incorrectes. Elle n'est donc pas adaptée à la réplication d'un génome entier, et agit plus spécifiquement au niveau de l'amorçage de la réplication, à la fois sur le brin avancé et sur le brin retardé. Sur ce dernier, elle intervient en amorçant la synthèse des fragments d'Okazaki.